# Giusto Lodi
Giusto Lodi (Bomporto, 9 novembre 1937 – 1º maggio 1994) è stato un calciatore e allenatore di calcio italiano, di ruolo centrocampista.
Giocava in cabina di regia. Aveva buona visione di gioco e senso geometrico; per contro non brillava particolarmente per rapidità.

## Carriera

### Giocatore
Iniziò la carriera nel Bolzano nel 1955 in IV Serie. Nella IV Serie 1955-1956 con i biancorossi vince il Girone D ma non ottiene l'accesso in terza serie poiché perde le finali promozione contro la Reggiana. La stagione seguente retrocede in Interregionale - Seconda serie.
Nel 1957 passa al Lanerossi Vicenza, club con cui esordisce in Serie A il 29 settembre dello stesso anno nella sconfitta per 2-0 contro la Lazio sul neutro di Napoli. Con i berici raggiunge il settimo posto della Serie A 1957-1958.
Nel 1958 si trasferisce al Forlì, club con cui milita due stagioni in Serie C.
Nel 1960 passa al Livorno, club con cui milita due stagioni in Serie C. Il primo gol tra le file dei labronici è datato 4 dicembre 1960, nella vittoria esterna per 3-0 contro il Cesena.
Nel 1962 si trasferisce al Potenza; con i lucani vince il Girone C della Serie C 1962-1963, ottenendo la promozione in Serie B. Nella prima stagione tra i cadetti con i rossoblu ottiene il nono posto.
Nel 1964 passa al Brescia, club con cui vince il campionato cadetto 1964-1965, conquistando la promozione in massima serie.
Nel 1965 torna a giocare in Basilicata, con il Potenza, club con cui ottiene il decimo posto tra i cadetti.
Nel 1966 passa al Genoa, club con cui esordisce l'11 settembre dello stesso anno nella vittoria casalinga per 1-0 contro l'Arezzo. La stagione in rossoblu terminò con il dodicesimo posto della Serie B 1966-1967.
Nel 1967 si trasferisce al Cosenza in Serie C. Con i calabresi milita cinque stagioni, assumendo anche la carica di capitano e diventandone allenatore/giocatore nella stagione 1970-1971 ed in quella seguente.
In carriera ha totalizzato complessivamente una presenza in Serie A e 120 presenze e 18 reti in Serie B.

### Allenatore
Divenuto allenatore/giocatore del Cosenza a partire dalla stagione 1970-1971, chiusa al nono posto, abbandona l'attività agonistica per divenire solo allenatore dei silani nella Serie C 1972-1973, terminata al quattordicesimo posto.
Nel 1973 diventa allenatore del Messina, club con cui vince il Girone I della Serie D 1973-1974.

## Palmarès

### Calciatore

#### Competizioni nazionali
- Serie C: 1

Potenza: 1962-1963
- Serie B: 1

Brescia: 1964-1965

### Allenatore

#### Competizioni nazionali
- Serie D: 1

Messina: 1973-1974 (girone I)